# Église Saint-Michel de La Malmaison
L'église Saint-Michel est une église située à La Malmaison, en France.

## Localisation
L'église est située sur la commune de La Malmaison, dans le département de l'Aisne.